# Oosthoek (Knokke-Heist)

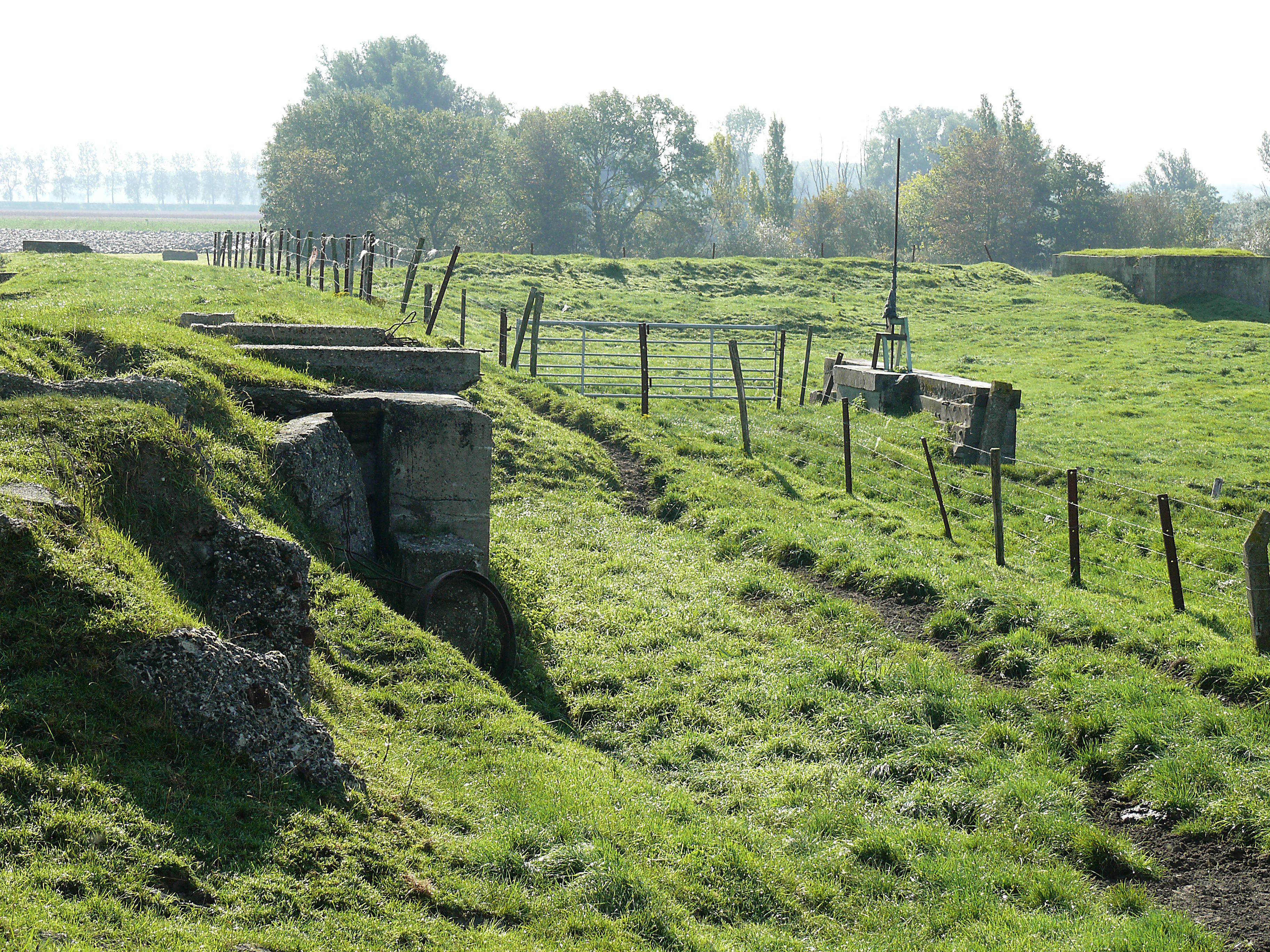
Site Oud Fort Isabella en Nieuw Hazegrasfort

Oosthoek is een wijk ten oosten van Het Zoute in de Belgische gemeente Knokke-Heist.
Oosthoek kent het voormalig Fort Sint-Paulus (ook Fort Sint-Pol genoemd) dat in 1629 gebouwd was als onderdeel van de Linie van Fontaine. Van daar uit loopt de Paulusvaart naar het voormalig Fort Isabella.

## Geschiedenis

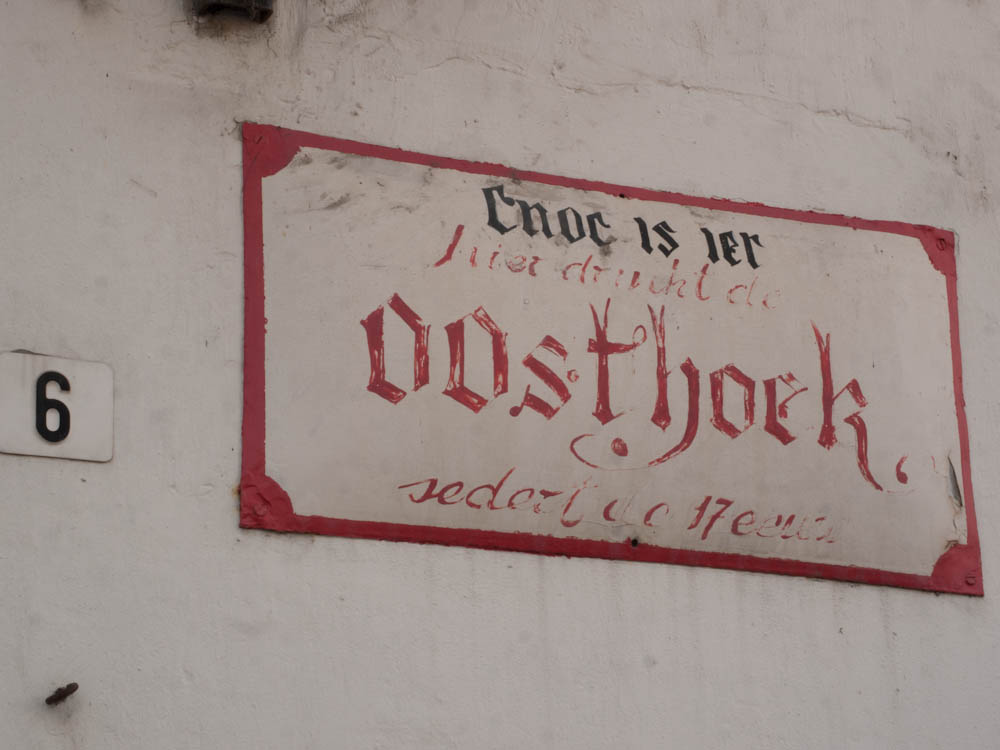

Oosthoek ontstond ten oosten van het Fort Sint-Paulus. In de 18e eeuw waren er een tiental duinboerderijtjes te vinden. Vlak hierbij ligt Zevenkote. De herberg Vierwegen is het oudste gebouw uit Oosthoek en het zou uit de 17e eeuw stammen. In 1931 werd er een katholiek schooltje gebouwd dat tot 1980 dienst heeft gedaan, waarna een gemeentelijke school te Zevenkote werd opgericht. De uitbreiding van de villabouw maakte dat tussen beide wereldoorlogen de meeste huisjes zijn gesloopt, het laatste in 1996. Naast villabouw ontstonden ook horecagelegenheden, met name door toedoen van Moeder Siska.

## Moeder Siska

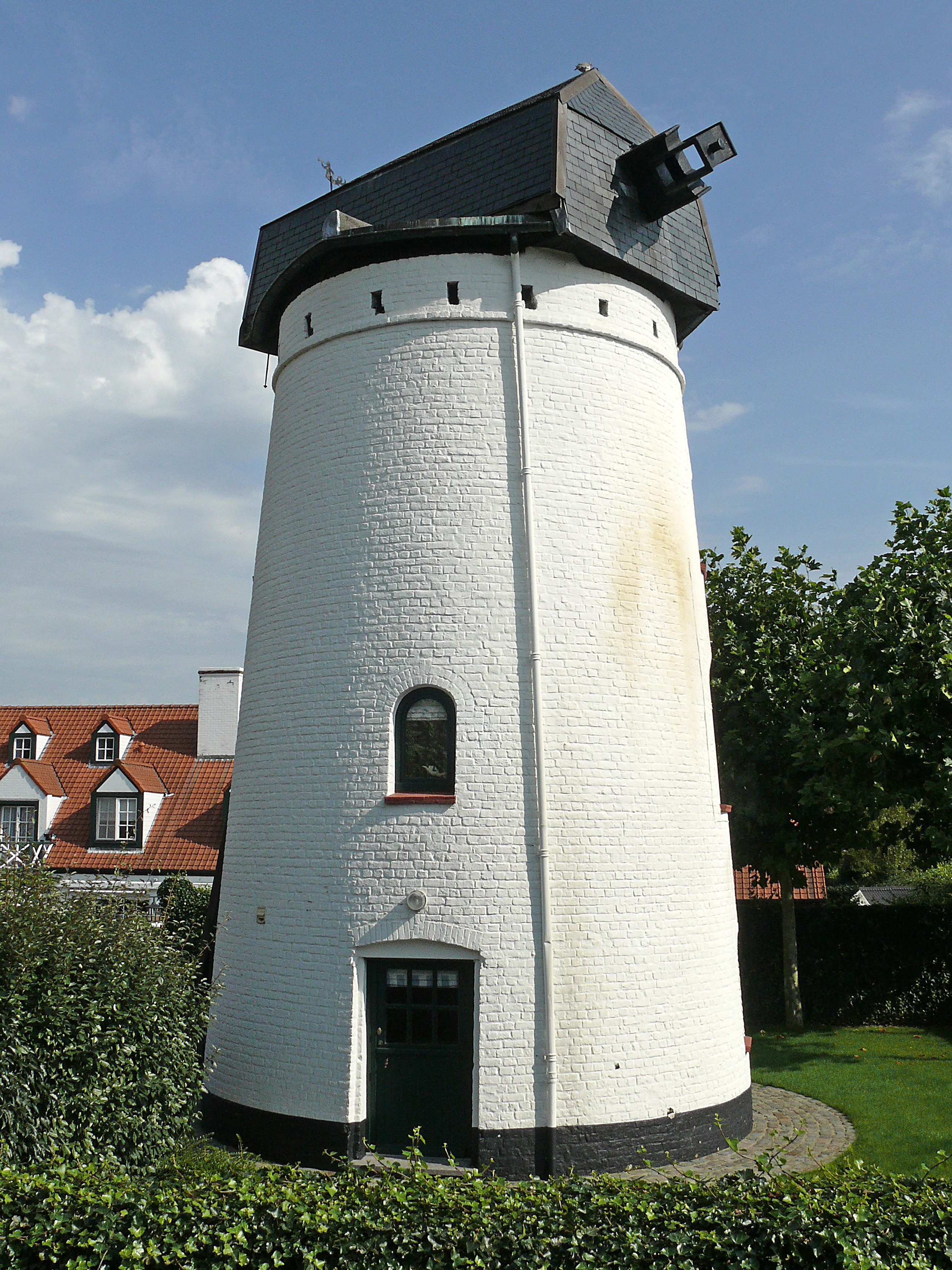
De Molen Siska

Zeer bekend is Oosthoek door de wafelhuizen van Moeder Siska, Marie Siska, Kinders Siska enzovoort. De geschiedenis daarvan gaat terug tot een vrouw, Siska Fincent (10 mei 1842-1918) genaamd. De naam zou afkomstig zijn van een Spaanse kapitein, Defonseca geheten, die in Knokke een meisje zou hebben leren kennen.
Zij is driemaal gehuwd geweest, eerst met schaapherder Frans Defonseca, die echter stierf in 1872. Daarna trouwde ze met Felix Vandeputte, die echter in 1877 stierf. In 1881 trouwde ze ten derden male met Louis Devos die molenaar was.
Reeds in 1880 baatte Siska bij de standerdmolen te Zevenkote een herberg uit. Nog voordat het toerisme bezit nam van de streek bezaten haar wafels al enige bekendheid. Het recept dateert van 1882. Het betrof hartenwafels die oorspronkelijk op houtvuur gebakken werden.
Nadat de molen in 1901 was omgewaaid werd een stenen grondzeiler gebouwd, die bekendstaat als de Molen Siska. Deze stond vlak bij het huis van Siska Fincent. Nu had moeder Siska vele kinderen en ook deze begonnen een zaak. Zo stichtten de dochters Julie, Eugenie en Melanie in 1907 het etablissement Kinders Siska. Dochter Maria Devos opende dan Marie Siska, terwijl in 1923 ook Gustave Siska op het toneel verscheen. In 1936 opende Moeder Siska's kleindochter Germaine de Fonseca een laatste zaak, genaamd Siska, de enige buiten Knokke, in het kunstenaarsoord Sint-Idesbald (Koksijde). Zo waren er in totaal vijf Siska's. Later werd "Moeder Siska" gesloopt voor een villaverkaveling, in 2009 sloot "Gustave Siska" en maakte het plaats voor een appartementsgebouw, en twee jaar later sloot ook "Kinders Siska" de deuren. Vandaag bestaan nog enkel "Marie Siska" en de "Siska" in Sint Idesbald.
Een beeld van Moeder Siska, van Jef Claerhout, bevindt zich in de tuin van Kinders Siska.

## Verdere bezienswaardigheden
- Het Speelhuis "Le Dragon", in 1973 gebouwd door Niki de Saint-Phalle, was een kleurrijk huis in de vorm van een draak, voor de kinderen van Fabienne en Roger Nellens op de plaats van het voormalige Fort Sint-Paulus. Roger was concessiehouder van het Casino te Knokke en haalde veel talent naar deze plaats toe. Een van de gasten was Keith Haring, die in 1987 enkele weken in het Speelhuis verbleef en daar ook enkele schilderingen heeft aangebracht. Tegenwoordig is het Speelhuis een beschermd monument.